# Election Day

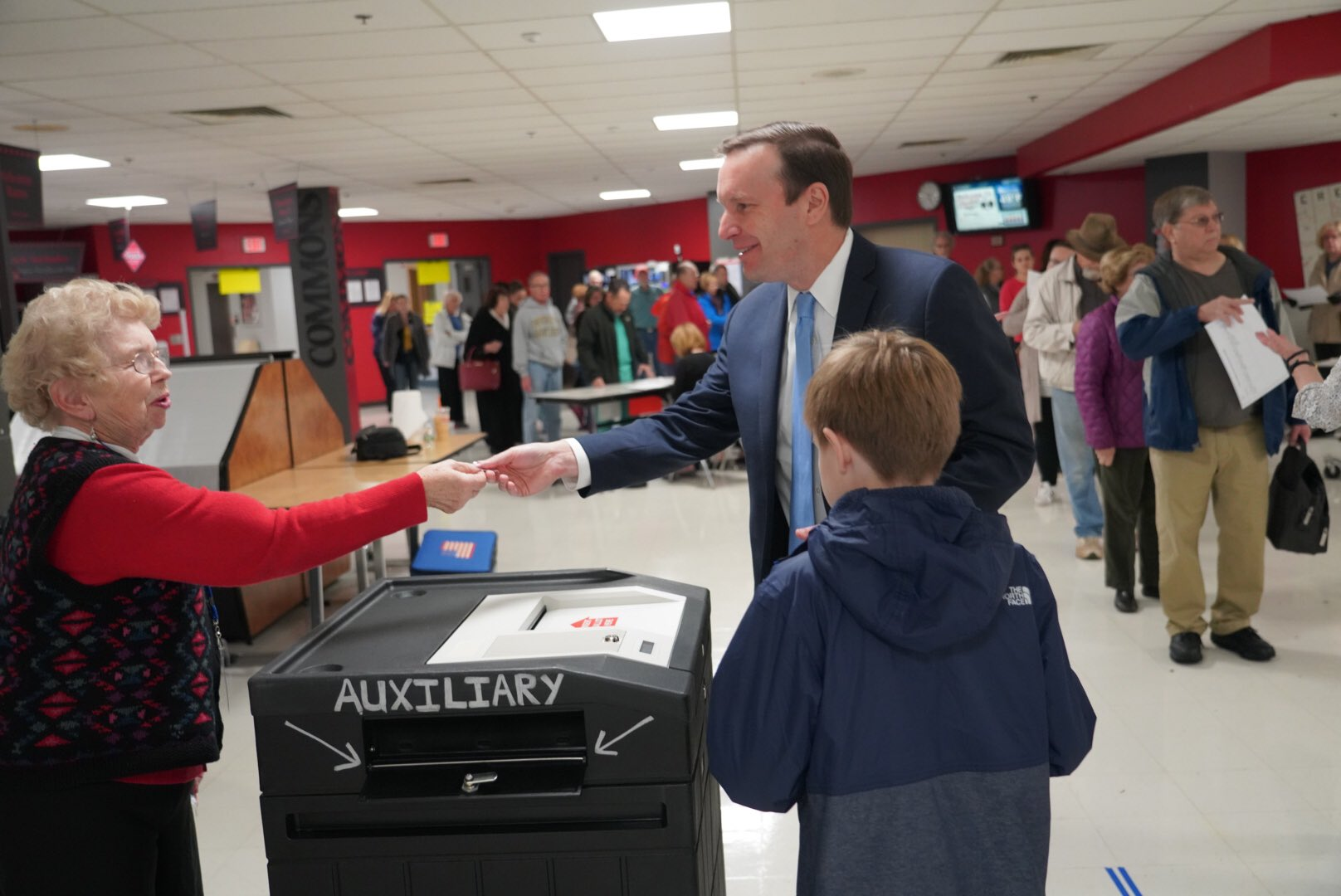
Chris Murphy, sénateur des États-Unis d'Amérique, durant l'Election Day

Aux États-Unis, l'Election Day (en français : Jour des élections) est le jour fixé par la loi pour l'élection au suffrage universel pour les charges publiques. Pour les charges fédérales, elles ont lieu le mardi suivant le premier lundi de novembre (donc un mardi entre le 2 et le 8 novembre inclus). Les élections présidentielles se tiennent tous les quatre ans, les élections sénatoriales et les élections à la Chambre des représentants tous les deux ans. Pour des raisons pratiques et financières, les élections pour les fonctions gouvernementales de beaucoup d'États américains (gouverneur, lieutenant-gouverneur, secrétaire d'État  ou législature d'État) et/ou de collectivités locales (comtés, municipalités...) ainsi que certains référendums sont organisés ce jour-là. Cependant une poignée d'États tiennent leurs élections d'État les années impaires et/ou un autre jour de l'année, cela variant selon les États et les lois locales.
Lors des élections fédérales, l'ensemble des membres de la Chambre des représentants sont élus pour un mandat de deux ans et un tiers des membres du Sénat pour un mandat de six ans. Le Collège électoral qui élit le président et le vice-président (l'élection présidentielle américaine est une élection indirecte) est lui aussi élu ce jour-là mais suivant des modalités choisies par chaque État.
Le Congrès des États-Unis a décidé d'une date unique pour les élections présidentielles et celles du Congrès bien que des votes anticipés soient néanmoins autorisés dans de nombreux États. En Oregon, où toutes les élections se font par envoi postal du bulletin de vote, celui-ci doit être reçu au plus tard le jour des élections, comme cela est courant avec le vote par correspondance lors d'absence de l'électeur dans la plupart des autres États (à l'exception des bulletins de vote des militaires en poste outre-mer pour lesquels la loi fédérale autorise un délai d'arrivée plus long). Dans l'État de Washington, où pour la plupart des comtés, le vote est un vote électronique (et dans la plupart des comtés restants, le vote se fait par voie postale) le bulletin de vote doit être envoyé au plus tard le jour de l'élection, le cachet de la poste faisant foi.
32 des 50 États autorisent le vote en avance en 2008 dont quelques-uns des Swing states, ces états-clé lors de l'élection présidentielle qui selon les années basculent (swing) côté démocrate ou républicain. Environ 30 % des électeurs ont ainsi la possibilité de voter avant l'Election Day.
L'élection est un jour férié dans certains États dont le Delaware, Hawaï, le Kentucky, le Maryland, le Montana, le New Jersey, New York, l'Ohio et la Virginie-Occidentale. D'autres États ont voté des lois qui autorisent les salariés à s'absenter de leur travail pour aller voter, souvent sans perte de salaire. La loi californienne statue simplement que les employés doivent être autorisés à aller voter mais depuis que les horaires d'ouverture des bureaux de vote ont été étendus avant et après les horaires de bureaux, beaucoup d'entreprises n'accordent plus de temps de vote. En 2005, Le représentant démocrate du Michigan, John Conyers a présenté un projet de loi devant la Chambre des représentants pour faire de l'Election Day un jour férié national, le Democracy Day, le but étant qu'il y ait plus d'électeurs à voter et d'ouvrir plus de bureaux de vote, plus de citoyens étant alors disponibles pour les tenir. Une proposition similaire fut présentée au Sénat la même année par les sénateurs démocrates Mary Landrieu et Carl Levin, mais aucune des deux n'a abouti.

## Histoire
Depuis 1792, par loi fédérale, le Congrès américain permet aux États de conduire les élections présidentielles (c'est-à-dire choisir leurs grands électeurs) n'importe quand dans une période de 34 jours avant le premier mercredi de décembre qui est le jour où se tient la réunion des grands électeurs dans leurs États respectifs pour l'élection du président et du vice-président. Une date d'élection fixée à novembre fut vue comme pratique car les moissons étaient achevées (important dans une société alors rurale) et les tempêtes hivernales du Nord-Est des États-Unis n'avaient pas encore débuté (à une époque où les routes étaient encore sommaires). Cependant les problèmes liés à cet arrangement étaient évidents et s'aggravèrent avec l'amélioration des communications (développement du train et du télégraphe) : les derniers États à voter pouvaient accentuer, diminuer ou être influencés par les victoires de candidats dans d'autres États votant plus tôt. Lors d'élections serrées, le vote des derniers États à voter devenaient déterminants.
Une date unique fut donc instituée pour l'élection des grands électeurs par le Congrès en 1845. Beaucoup de théories furent avancées sur la raison pour laquelle le Congrès avait choisi le mardi suivant le premier lundi de novembre (dont le choix d'éviter la Toussaint catholique le 1er novembre. Les raisons réelles, telles qu'elles apparaissent dans les enregistrements des débats du Congrès sur cette loi en décembre 1844 sont beaucoup plus prosaïques. La loi avait fixé initialement le jour le premier mardi de novembre dans les années divisibles par 4 (1848, 1852, etc.). Mais il fut remarqué que certaines années la période entre le premier mardi de novembre et le premier mercredi de décembre (quand le collège électoral se réunit) excédait les 34 jours, en violation de la loi existante sur le collège électoral. La loi fut donc amendée pour que la date nationale soit le mardi suivant le premier lundi de novembre, date qui était d'ailleurs déjà celle en usage par l'État de New York.
Sur le choix du jour de la semaine, le dimanche fut écarté en raison du sabbat chrétien. Une élection le lundi aurait contraint certains à voyager le dimanche, le mardi fut donc choisi.

## Source
- (en) Cet article est partiellement ou en totalité issu de l’article de Wikipédia en anglais intitulé « Election Day » (voir la liste des auteurs).